# The Boondock Saints
The Boondock Saints is een Amerikaans-Canadese misdaad-actiefilm uit 1999, zowel geschreven als geregisseerd door Troy Duffy. Het verhaal stelt de vraag of de politie het een probleem moet vinden als iemand op eigen gezag misdaadbazen uitmoordt, aangezien het haar alleen maar werk scheelt.
In 2009 verscheen opvolger The Boondock Saints II: All Saints Day, waarin een aanzienlijk deel van de acteurs terugkeerde.

## Verhaal
Wanneer de eigenaar van hun stamkroeg gechanteerd dreigt te worden door Russische maffia, besluiten de Ierse broers Connor en Murphy MacManus dat dit niet langer kan. Ze slaan de Russen in elkaar met behulp van de overige stamgasten. Een nacht later krijgen ze tegelijkertijd een visioen waarin een hogere macht hun opdraagt om 'al het kwaad te vernietigen'. Ze gaan vervolgens te werk als twee "vigilantes", burgerwachten, om ervoor te zorgen dat de georganiseerde misdaad in de Bostonse wijk Hell's Kitchen volledig wordt uitgeroeid. De grote gangsters en misdaadbazen (zowel Russen als Italianen) moeten een voor een worden uitgeschakeld.
Later in de film sluit vriend Rocco zich aan bij de broers. Als ten slotte Il Duce ook nog in het team stapt, komen ze een heel eind.
FBI-agent Paul Smecker is degene die zijn uiterste best moet doen om uit te zoeken wie de maffiabazen uitmoordt.

## Rolverdeling
| Acteur               | Personage       |
| -------------------- | --------------- |
| Willem Dafoe         | Paul Smecker    |
| Sean Patrick Flanery | Connor MacManus |
| Norman Reedus        | Murphy MacManus |
| David Della Rocco    | Rocco           |
| Billy Connolly       | Il Duce         |